# Conscious Rap
Conscious Rap (engl. conscious ‚bewusst‘) bezeichnet eine Form des Rap, dessen Inhalt politisch oder sozialkritisch motiviert ist. Es ist in dem Sinne kein eigenständiges Subgenre, sondern vielmehr eine Art, wie sich die betreffenden Musiker selbst verstehen. In begrenztem Maß bildet der Conscious Rap einen Gegenpol zum aggressiven Gangsta-Rap oder Battle-Rap, wobei trotzdem oft auch Genre-übergreifend mit anderen Künstlern gearbeitet (gefeatured) wird. Die Wurzeln des Conscious Rap reichen zurück bis zur amerikanischen Bürgerrechtsbewegung der 1960er Jahre. Die amerikanischen Vertreter des Genres sind eher im Underground angesiedelt. Zum Conscious Rap im weitesten Sinne werden unter anderem Public Enemy, 2Pac, Logic, Boogie Down Productions/KRS-One, Atmosphere, A Tribe Called Quest, Arrested Development, Brand Nubian, De La Soul, Dead Prez, Gang Starr, Jungle Brothers, Common, Mos Def, The Roots, Kendrick Lamar und Talib Kweli gezählt. Zwei der ersten Lieder dieser Richtung stammen von Grandmaster Flash & the Furious Five: The Message von 1982 und New York, New York von 1983.
In Deutschland können unter anderem Advanced Chemistry, die als erste deutsche Vertreter des Genres gelten, Anarchist Academy, Freundeskreis, W4C, Ruhrpott AG, Curse, Prinz Pi, Ben Salomo, Spax, Chaoze One, Albino, Meyah Don, Samy Deluxe, Prezident, Amewu, Disarstar, Edgar Wasser, PTK, Waving The Guns, Dissy, Sookee, sowie Blumio mit seinen gerappten Kommentaren zum aktuellen Weltgeschehen zu dem Genre gezählt werden.
Schweizer Hip-Hop, der sich unter anderem vom deutschen Rap durch die Dialektsprache unterscheidet, ist oft sozialkritisch motiviert. Zu erwähnen sind hier zum Beispiel Breitbild, Greis, Sektion Kuchikäschtli, X-Chaibä und auch der aus der französischsprachigen Schweiz kommende Stress.
In Österreich zählen unter anderem Def Ill, Kid Pex, Yasmo, Ms Def, Ebow, Der Con, EsRap sowie Chill Ill zu den sozialkritisch oder politisch motivierten Rap Artists. Conscious Rap findet auch beim jährlich im Wiener Rabenhoftheater stattfindenden Protestsongcontest eine Bühne, einer kritischen Musikveranstaltung, die erstmals am 12. Februar 2004 anlässlich des 70. Jahrestages der 12.-Februar-Unruhen im Rabenhoftheater Wien ausgetragen wurde. Bewertet werden Protestsongs, die sich mit (gesellschafts)politischen Themen wie Umweltschutz, Fristenlösung, Überwachungsstaat, Tierschutz, Globalisierung oder Ausländerfeindlichkeit beschäftigen.
Auch die schwedische Hip-Hop-Gruppe Looptroop ist dem Conscious Rap zuzuordnen.